# 共成水库
共成水库是中国广东省云浮市新兴县境内的一座水库，位于西江上，建于1970年。水库正常库容为2924万立方米，平均水深为9.72米，集雨面积为78平方千米，海拔为79米。
新兴县共成水库在太平镇，这里四面环山，中间一大片盆地，土地肥沃，农耕和畜牧业一片连一片，山丘上还种了不少梅树，还有许多的食品厂，这里因特殊的地理，年年风调雨顺，土地肥沃，适合耕种。